# Mirco Kreibich

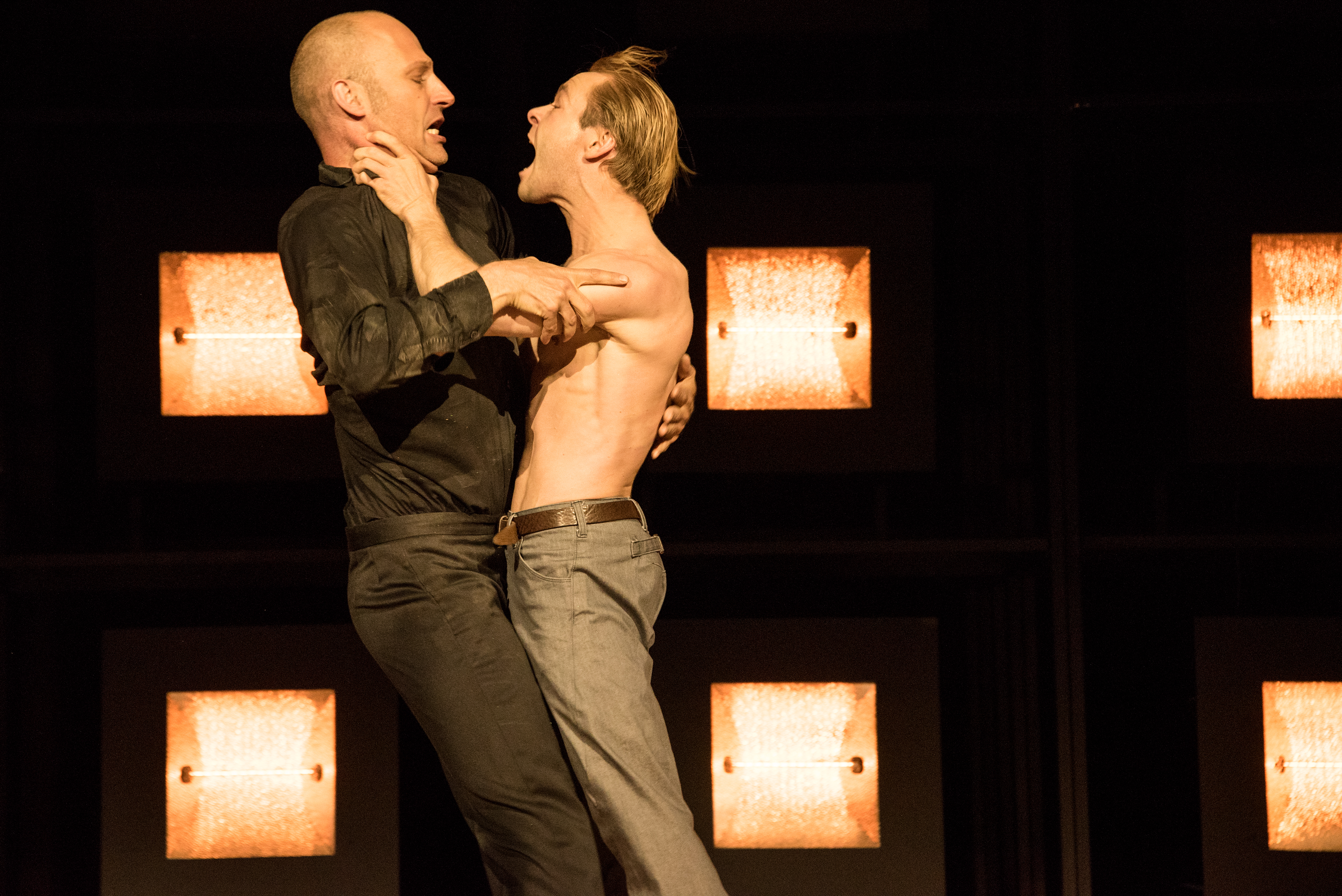
Als Haimon (rechts) im Streit mit seinem Vater Kreon (Joachim Meyerhoff), Antigone, Burgtheater 2015

Mirco Kreibich (* 1983 in Ost-Berlin) ist ein deutscher Schauspieler.

## Leben
Kreibich wuchs in der DDR auf. Er besuchte von 1994 bis 2000 die Staatliche Ballettschule und Schule für Artistik in Berlin. Von 2002 bis 2006 absolvierte er eine Schauspielausbildung an der Hochschule für Schauspielkunst „Ernst Busch“ Berlin. Während seines Studiums hatte er erste Bühnenengagements am Berliner Ensemble und am Staatstheater Stuttgart. Am Berliner Ensemble wirkte er 2006 unter der Regie von Thomas Langhoff in der deutschsprachigen Erstaufführung des Theaterstücks Schändung von Botho Strauß, einer freien Adaption des Shakespearschen Titus Andronicus, mit.
Nach Abschluss seiner Schauspielausbildung arbeitete Kreibich schwerpunktmäßig als Theaterschauspieler. Sein erstes Festengagement hatte er von 2006 bis 2009 am Deutschen Theater Berlin. Dort spielte er unter anderem: Sebastian in Was ihr wollt (Premiere: August 2008; Regie: Michael Thalheimer), Bruno Mechelke in Die Ratten (Premiere: 2008, Regie: Michael Thalheimer), die Titelrolle in Caligula von Albert Camus (Box des Deutschen Theaters, Premiere: September 2008; Regie: Jette Steckel), die Titelrolle in Baal (Premiere: April 2009; Regie: Christoph Mehler) und Jason in der Berliner Premiere des Theaterstücks Pornographie von Simon Stephens (Box des Deutschen Theaters, Spielzeit 2008/09; Regie: Christoph Mehler).
Ab der Spielzeit 2009/10 bis 2017 war Kreibich festes Ensemblemitglied am Thalia Theater in Hamburg. Dort trat er wieder in der Titelrolle in Caligula (Premiere: Oktober 2009; Regie: Jette Steckel) auf. Kreibich erhielt für seine exzessive, körperbetonte Darstellung sehr gute Kritiken. In fast allen Theaterkritiken wird insbesondere Kreibichs darstellerischer Einsatz, sein körperbetontes Schauspiel und seine unbedingte Verkörperung der Rollen hervorgehoben. In der Berliner Baal-Inszenierung fügte er sich mit einem Glassplitter eine echte Schnittverletzung zu; bei einem Gastspiel des Thalia Theaters mit Caligula in Shanghai spielte Kreibich trotz eines Wangenknochenbruchs die Aufführung zu Ende.
Weitere Rollen am Thalia Theater waren: Rosenkranz und Güldenstern (als Doppelrollen) in Hamlet (Premiere: September 2010, Regie: Luk Perceval), Viola/Sebastian (als Doppelrolle) in Was ihr wollt (Premiere: November 2010; Regie: Jan Bosse) und die Titelrolle in Don Karlos (Premiere: Januar 2011; Regie: Jette Steckel). Außerdem wirkte er am Thalia Theater als Vater Vasko in einer Bühnenfassung des Romans Die Welt ist groß und Rettung lauert überall von Ilija Trojanow mit. 2015 debütierte Mirco Kreibich am Wiener Burgtheater als Haimon in Jette Steckels Antigone-Inszenierung.
Seit 2006 spielte Kreibich auch einige Film- und Fernsehrollen. Schwerpunkt seiner Tätigkeit als Schauspieler ist jedoch weiterhin die Theaterarbeit.
2009 hatte er eine Episodenhauptrolle im Tatort-Krimi Tödlicher Einsatz. In diesem Lena Odenthal-Fall verkörperte Kreibich in der Rolle des Florian Weigold einen jungen Drogenabhängigen, der eine Tankstelle überfallen und bei der Verfolgung einen Polizeibeamten erschossen hat. Für seine „beeindruckende und anrührende“ schauspielerische Darstellung eines aus der Bahn geratenen Jugendlichen wurde Kreibich 2010 mit dem Günter-Strack-Fernsehpreis ausgezeichnet.
In der ZDF-Fernsehserie Küstenwache hatte er ebenfalls eine Episodenhauptrolle; in der Folge Duell ohne Gnade (2009) spielte er die Rolle des Ole Thorwesten, einem im Schatten seines Bruders stehenden Wettkampfsegler. Außerdem war er in Episodenrollen in den Krimiserien SOKO Wismar (2008, als Seemann Tobias Wiese in der Folge Der blonde Hans mit Diane Willems als Partnerin), Großstadtrevier und SOKO Köln (2009) zu sehen. In der 6. Staffel der ZDF-Serie Bettys Diagnose (2019) übernahm Kreibich eine der Episodenhauptrollen als Uhrmacher Christian Seidel, der mit einem entzündeten Zeigefinger und einer Osteolyse in die Klinik kommt. Weitere Episodenrollen folgten Anfang 2021 in SOKO Hamburg (als Boxtrainer und tatverdächtiger Ex-Freund einer ermordeten Staatsanwältin) und SOKO Potsdam (als tatverdächtiger Kleinkrimineller Tobias „Tippi“ Gladrow).
Kreibich arbeitete auch als Sprecher für Hörspiele und Hörbücher; so nahm er für den Beltz-Verlag das Abenteuerbuch Ruf der Tiefe von Katja Brandis und Hans-Peter Ziemek auf.

## Auszeichnungen
- 2010: Günter-Strack-Fernsehpreis
- 2011: Boy-Gobert-Preis
- 2021: Nominierung Deutscher Schauspielpreis in einer Nebenrolle für Das Geheimnis des Totenwaldes
- 2025: Nominierung Deutscher Schauspielpreis in der Kategorie „Starker Auftritt“ für Ein Fall für Conti – Spieler[14]

## Filmografie (Auswahl)
- 2007: Das Glück am anderen Ende der Welt
- 2007: Allein unter Töchtern
- 2008: Vom Atmen unter Wasser
- 2008: SOKO Wismar (Folge: Der blonde Hans)
- 2009: Küstenwache (Folge: Duell ohne Gnade)
- 2009: Tatort: Tödlicher Einsatz (Fernsehreihe)
- 2009: SOKO Köln (Folge: Mein Freund der Mörder)
- 2010: Großstadtrevier (Folge: Das Angebot des Tages)
- 2014: Notruf Hafenkante (Folge: Kampf der Herzen)
- 2015: Tatort: Côte d’Azur (Fernsehreihe)
- 2016: Goster
- 2017: Tatort: Borowski und das dunkle Netz (Fernsehreihe)
- 2018: Am Ende ist man tot
- 2019: Bettys Diagnose (Folge: Verlust)
- 2020: Das Geheimnis des Totenwaldes (Fernsehfilm)
- 2021: SOKO Hamburg (Folge: Gewaltige Liebe)
- 2021: SOKO Potsdam (Folge: Falsche Scham)
- 2021: Solo für Weiss – Das letzte Opfer (Fernsehreihe)
- 2021: Tilo Neumann und das Universum (Fernsehserie)
- 2022: Tatort: Die Rache an der Welt (Fernsehreihe)
- 2023: Nord bei Nordwest – Canasta (Fernsehreihe)
- 2024: Wilsberg: Datenleck (Fernsehreihe)
- 2024: Notruf Hafenkante (Folge: Achtung, Wolf!)
- 2025: Tatort: Im Wahn (Fernsehreihe)
- 2025: Das Verschwinden des Josef Mengele

## Hörspiele (Auswahl)
- 2007: Iain Levison: Betriebsbedingt gekündigt. Bearbeitung/Regie: Steffen Moratz, mit: Jörg Schüttauf, Torben Kessler, Hansjürgen Hürrig, Götz Schweighöfer, Mirco Kreibich, Udo Schenk, Bernhard Schütz, Reiner Heise, Ellen Hellwig, Andreas Keller, Sigrun Fischer, Peter W. Bachmann, u. a., Länge: ca. 51 Min. MDR[15]
- 2014: Alexander Maltschanow: Besser gleich ins Herz – Regie: Steffen Moratz (Hörspiel – MDR)
- 2015: Per Petterson: Nicht mit mir – Bearbeitung und Regie: Steffen Moratz (Hörspiel – DKultur/HR)